# Bow (rzeka)

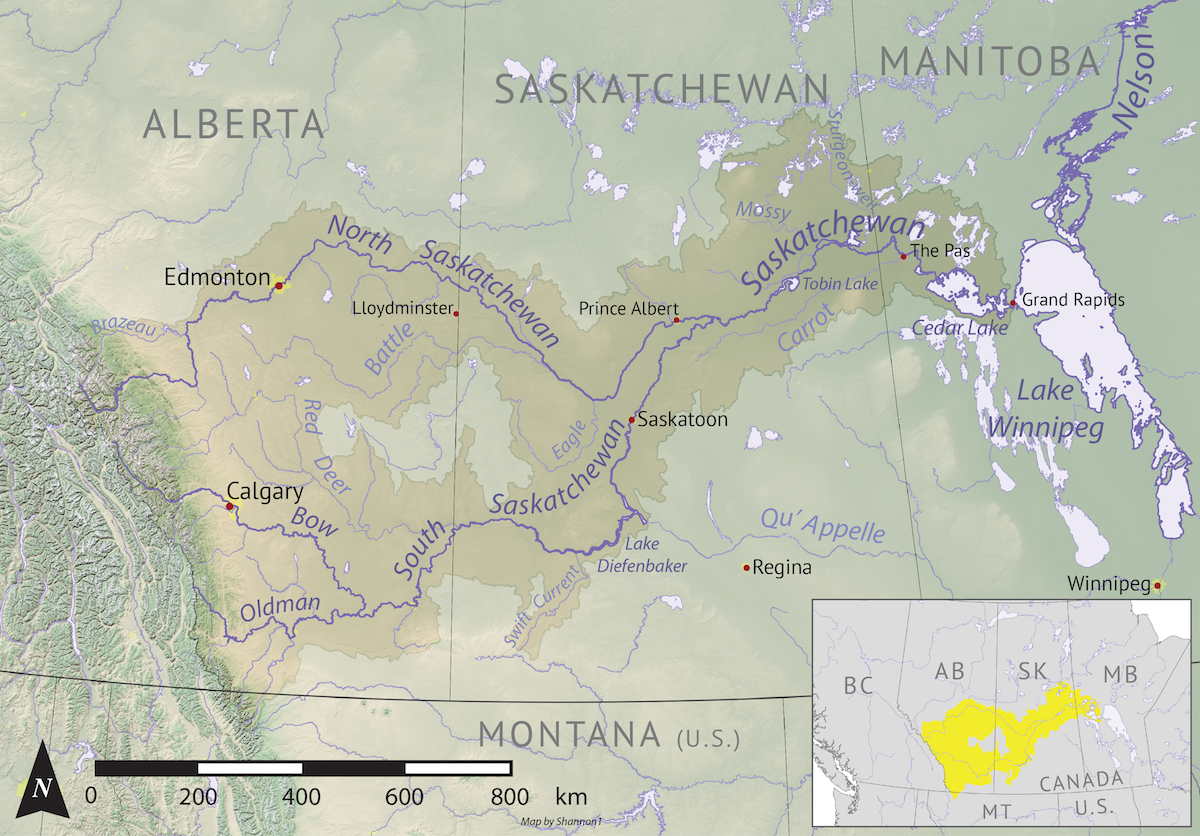
Rzeka Bow na mapie dorzecza rzeki Saskatchewan

Bow – rzeka o długości 587 km w kanadyjskiej prowincji Alberta. Po połączeniu się z rzeką Oldman tworzy rzekę Saskatchewan Południowy. Powierzchnia zlewni wynosi 26 200 km². Nad rzeką położone jest największe miasto Alberty – Calgary.

## Etymologia
Nazwa rzeki jest tłumaczeniem nazwy z języka kri manachaban sipi, oznaczającej „rzeka drewna na łuki”. Indianie udawali się w jej górny bieg w celu znalezienia odpowiedniego drewna do wytwarzania łuków. Od nazwy rzeki wziął nazwę m.in. łańcuch górski Bow Range.
Podobne znaczenie miała używana przez Czarne Stopy nazwa Makhabn.

## Przebieg
Rzeka Bow formuje się z wody wypływającej z lodowca Bow Glacier w łańcuchu Bow Range gór Canadian Rockies. Przepływa przez jeziora Bow Lake oraz Lake Louise oraz miejscowości Lake Louise, Banff oraz Canmore. W pobliżu Cochrane wody rzeki są spiętrzane, tworząc zbiornik wodny Ghost Lake. Następnie rzeka przepływa przez Calgary. W centrum miasta, w miejscu gdzie znajdował się historyczny Fort Calgary, uchodzi do niej Elbow River.
W południowej Albercie, w pobliżu miejscowości Grassy Lake łączy się z Oldman, tworząc Saskatchewan Południowy. Następnie jej wody poprzez jezioro Winnipeg i rzekę Nelson płyną do Zatoki Hudsona.

## Dopływy
Głównymi dopływami Bow River są:
- Pipestone
- Cascade
- Spray
- Kananaskis
- Ghost River
- Elbow River
- Sheep
- Highwood